# Ovacık
Ovacık est une ville et un district de la province de Karabük dans la région de la mer Noire en Turquie.